# Little Busters!
Little Busters! (リトルバスターズ?, Ritoru Basutāzu!, letl. Piccoli acchiappatori!) è una visual novel giapponese prodotta dalla Key, pubblicata inizialmente il 27 luglio 2007 in edizione limitata, poi in edizione regolare il 28 settembre 2007 per Microsoft Windows. Il gioco fu in seguito distribuito in una versione eroge il 26 settembre 2008, quindi riprodotta anche per PlayStation 2, PlayStation Portable e PlayStation Vita con aggiunte al materiale originale. Il gioco è stato pubblicato anche nel Key 10th Memorial BOX, insieme ad altri giochi della Key, tra cui: Air, Clannad, Kanon, Planetarian ～Chiisana hoshi no yume～ e Tomoyo After ~It's a Wonderful Life~.
Per commemorare l'inizio della trasmissione dell'anime Little Busters! basato su questo gioco, il 30 novembre 2012 è stata pubblicata una versione denominata per intero Little Busters! Perfect Edition - TV Anime Commemorative Edition.
Little Busters! è stato adattato in dodici manga, e sono stati pubblicati inoltre numerosi manga antologia, artbook e album musicali. Ci sono stati due programmi su web radio tenuti dai doppiatori di Rin, Kyousuke e Kudryavka. Un adattamento anime, prodotto da J.C.Staff e diretto da Yoshiki Yamakawa, è stato trasmesso tra il 6 ottobre 2012 e il 6 aprile 2013.
La Key ha pubblicato il 25 giugno 2010 uno spin-off, Kud Wafter, che si concentra sul personaggio di Kudryavka Noumi.

## Trama

### Antefatti
La storia di Little Busters! ruota attorno al protagonista Riki Naoe, un giovane studente liceale. Da bambino, Riki ha perso entrambi i genitori ed è caduto in una profonda depressione, gli è stata inoltre diagnosticata la narcolessia, disturbo che gli causerà attacchi di sonno improvvisi durante il gioco. È stato salvato da un gruppo di tre ragazzi e una ragazza, tutti suoi coetanei, che si facevano chiamare Little Busters, un gruppo dedito a combattere il male e a difendere la giustizia.
Il leader del gruppo è Kyousuke Natsume, che ha una sorella minore di nome Rin. Gli altri due membri originali sono Masato Inohara e Kengo Miyazawa, amici nonostante la loro rivalità. Insieme, hanno accolto Riki e hanno iniziato a giocare con lui, aiutandolo a superare il dolore per la perdita dei suoi genitori. Con il tempo, Riki ha iniziato a divertirsi con loro, e la sua sofferenza è andata gradualmente scemando.

### Storia
All’inizio della storia, Riki e i suoi amici frequentano il secondo anno di liceo, tranne Kyousuke, che è al terzo. Continuano a passare il tempo insieme, godendosi la vita scolastica. La storia ha inizio domenica 13 maggio 2007 e, il giorno dopo, a scuola, Kyousuke decide che i Little Busters devono formare una squadra di baseball. Tuttavia, il gruppo non ha abbastanza membri per completare una squadra, quindi affida a Riki e Rin il compito di reclutare nuovi giocatori, preferibilmente ragazze, per non lasciare Rin come unica femmina del gruppo.
Riki riesce a trovare cinque ragazze disposte a unirsi a loro: Komari Kamikita, Haruka Saigusa, Kudryavka Noumi, Yuiko Kurugaya e Mio Nishizono. Inoltre, incontra altre tre ragazze: Kanata Futaki, Sasami Sasasegawa e Saya Tokido. Durante la prima parte della storia, il protagonista trascorre del tempo con loro e impara a conoscerle meglio, oltre che a risolvere i problemi che affliggono ogni eroina nel proprio finale dedicato.

### Refrain
La maggior parte della storia sembra svolgersi in un normale liceo, ma in realtà gli eventi si verificano nel periodo scolastico precedente a quello di Little Busters! e si rivelano essere un mondo artificiale creato dagli altri membri del gruppo. Infatti il gruppo di amici è rimasto coinvolto in un incidente d’autobus durante una gita scolastica, e solo Riki e Rin sono destinati a sopravvivere. Kyousuke e gli altri hanno creato questo mondo artificiale per renderli abbastanza forti da affrontare la realtà quando si risveglieranno. Le vite liceali di Riki e Rin si ripetono in un loop continuo, e sebbene Riki e Rin dimentichino ogni volta ciò che è accaduto, riescono a diventare sempre più forti ad ogni loop. Kyousuke spera che, alla fine, saranno abbastanza forti da lasciare quel mondo artificiale e vivere da soli nel mondo reale, senza gli altri Little Busters.
Alla fine, Riki e Rin riescono a sopravvivere e a fuggire dal luogo dell’incidente prima che l’autobus esploda, ma Riki, a causa della sua narcolessia, crolla poco dopo, non riuscendo a salvare nessuno dei suoi amici. Rin, rifiutando questo infausto destino, ritorna nel mondo artificiale (questa volta creato da lei e Riki) e lo aiuta a superare la sua debolezza.
Dopo aver superato quest'ultima prova, i due si risvegliano nuovamente sul luogo dell’incidente. Questa volta, però, lavorano insieme per salvare tutti gli altri passeggeri. Kyousuke, che era salito di nascosto sull’autobus (non potendo partecipare ufficialmente alla gita in quanto studente del terzo anno), aveva bloccato la perdita di carburante nel serbatoio per ritardare l’esplosione, nonostante le sue ferite fossero molto più gravi di quelle degli altri. Alla fine, tutti i passeggeri vengono salvati dai due, anche se il ricovero di Kyousuke richiede più tempo a causa della gravità delle sue ferite.
Quando anche lui torna in salute, noleggia un minibus e, insieme agli altri membri dei Little Busters, parte per un viaggio verso la spiaggia.

## Modalità di gioco
Il giocatore segue le vicende quasi esclusivamente dal punto di vista del protagonista, Riki Naoe, che narra le vicende in prima persona.
Come la maggior parte delle visual novel, la modalità di gioco di Little Busters! consiste nel leggere il testo, che siano dialoghi con altri personaggi o soliloqui, accompagnato dalle immagini dei personaggi e da sfondi fissi, effettuando alcune scelte che andranno a influenzare i dialoghi e talvolta quale finale verrà ottenuto.
Il gioco possiede una finale per ogni eroina, ognuno giocabile solo una volta. Completati tutti e sei i finali, uno scenario chiamato in inglese Refrain, "Ritornello, ripetizione" sarà disponibile, e fungerà da epilogo del gioco e da finale vero. Ultimato anch'esso, i precedenti finali saranno di nuovo accessibili.
Nella versione Ecstasy, sono presenti tre ulteriori finali per dei personaggi secondari (Saya Tokido, Sasami Sasasegawa e Kanata Futaki), ma saranno accessibili solo dopo aver completato Refrain. La versione Ecstasy aggiunge anche scene sessuali esplicite tra Riki e l'eroina scelta.
In Little Busters!, sono presenti dei minigiochi opzionali che non influenzano la trama principale, ma modificano alcuni dialoghi. Il primo di questi è un gioco di combattimento che richiama il genere dei picchiaduro. Le versioni successive introducono nuovi giochi, come uno sul baseball, e opzioni aggiuntive.
I Little Busters parteciperanno anche a delle missioni, il cui successo o fallimento dipenderà dalle scelte effettuate. Esse non interagiscono in alcun modo con lo svilupparsi della trama, ma forniscono bonus per il minigioco di combattimento.

## Personaggi

### Little Busters

#### Membri originali
- Riki Naoe (直枝 理樹?, Naoe Riki), è il protagonista della visual novel e il personaggio controllato dal giocatore.
- Rin Natsume (棗 鈴?, Natsume Rin), è l'eroina principale della storia e la sorella di Kyousuke. È l'unica ragazza degli originali cinque Little Busters.
- Kyousuke Natsume (棗 恭介?, Natsume Kyōsuke), è il leader dei Little Busters ed il più grande del gruppo di un anno.
- Masato Inohara (井ノ原 真人?, Inohara Masato), è un membro dei Little Busters ed è il compagno di stanza di Riki. Viene spesso preso in giro per la sua stupidità e l'ossessione per i suoi muscoli.
- Kengo Miyazawa (宮沢 謙吾?, Miyazawa Kengo), è un membro dei Little Busters abile nella disciplina del kendō.

#### Membri addizionali
- Komari Kamikita (神北 小毬?, Kamikita Komari), è una ragazza abbastanza infantile, con grande interesse per fiabe e dolci.
- Haruka Saigusa (三枝 葉留佳?, Saigusa Haruka), è una compagna di scuola di Riki di un'altra classe. A dispetto di ciò, si trova spesso nella classe del protagonista.
- Kudryavka Noumi (能美 クドリャフカ?, Nōmi Kudoryafuka), soprannominata "Kud" (クド?, Kudo), è una ragazza per un quarto giapponese e per tre quarti russa. Il suo nome completo è Kudryavka (chiaro riferimento a Laika, la quale veniva spesso chiamata appunto Kudrjavka)  Anatolyevna[12]
- Yuiko Kurugaya (来ヶ谷 唯湖?, Kurugaya Yuiko), è una compagna di classe di Riki molto emancipata, e viene vista come una sorella maggiore, nonostante abbia l'età degli altri.
- Mio Nishizono (西園 美魚?, Nishizono Mio), è una ragazza calma e molto diligente. Ha una salute debole e ama leggere. (Solo in Refrain)
- Kanata Futaki (二木 佳奈多?, Futaki Kanata), è una compagna di scuola di Riki che presiede il comitato disciplinare.
- Sasami Sasasegawa (笹瀬川 佐々美?, Sasasegawa Sasami), è una ragazza della scuola di Riki ed è l'acerrima rivale di Rin.
- Saya Tokido (朱鷺戸 沙耶?, Tokido Saya), è una ragazza popolare nella sua classe per il suo viso e figura attraente.

### Altri personaggi
- Akari Amano (天野 洙浬?, Amano Akari), è la presidente del club di economia domestica, al quale Kud appartiene, ed è anche stata la precedente responsabile del dormitorio femminile. Appare come personaggio solo in Ecstasy.
- Miyuki Koshiki (古式 みゆき?, Koshiki Miyuki), è membro del club di tiro con l'arco ed è molto legata a Kengo.
- Rei Kawagoe (川越 令?, Kawagoe Rei), Yukari Nakamura (中村 由香里?, Nakamura Yukari) e Sakiko Watanabe (中村 由香里?, Watanabe Sakiko), sono le amiche di Sasami.

### Animali
- Lennon, è il gatto di Rin che inizia a recapitare lettere criptiche al protagonista.
- Strelka, è il cane di Kud.

## Accoglienza
Nonostante la lunga durata—poco più di 80 ore circa—il gioco ha ricevuto un’accoglienza molto positiva sia da parte del pubblico che della critica, ed è considerato uno dei maggiori successi multimediali di Key, insieme a Clannad, con cui spesso si contende il titolo di migliore visual novel della casa di produzione nipponica.
Su The Visual Novel Database (VNDB), un database pubblico che raccoglie informazioni su quasi tutti i romanzi visivi, Little Busters! ha una valutazione di 8,63 su 10, posizionandosi così tra i primi posti nella classifica delle valutazioni degli utenti.